# Peer (geslacht)
Peer (Pyrus) is een plantengeslacht uit de rozenfamilie (Rosaceae) dat de algemeen bekende vruchten produceert. Het geslacht komt voor in veel landen, vooral op het noordelijk halfrond.

## Soorten
Het geslacht kent circa veertig soorten, die voorkomen in Noord-Afrika, Azië en Europa, waaronder:
- Chinapeer (Pyrus bretschneideri)
- gewone peer (Pyrus communis)
- nashipeer (Pyrus pyrifolia)
- wilde peer (Pyrus pyraster), die in West-Europa in het wild voorkomt
- wilgpeer (Pyrus salicifolia), boom uit Zuid-Europa en Azië

## Gewone peer
De bloeiwijze van het plantengeslacht peer is een boom, die op oudere leeftijd elk jaar bloeit en, meestal ook elk jaar, vrucht draagt. Hoogstambomen bloeien op latere leeftijd dan zogenaamde spillen. De boom bloeit afhankelijk van het ras gemiddeld van half april tot begin mei. Er komen echter ook beurtjaren voor. Door de vroege bloei kan er tijdens de bloei nachtvorstschade optreden, doordat de bloemen bevriezen en dus niet kunnen uitgroeien tot vruchten.
Voor een goede bestuiving is het meestal nodig meerdere rassen bij elkaar te planten. Er zijn ook rassen, zoals Conference, die parthenocarpe vruchten kunnen vormen. Een peer groeit uit een bevruchte bloem, meestal eerst met de dikke kant naar boven, maar door het toenemende gewicht van de vrucht 'kantelt' deze geleidelijk, tot de overblijfselen van het bloemetje aan de onderkant zijn beland. De zogenaamde herfstrassen, die alleen kort bewaard kunnen worden, kunnen afhankelijk van het ras geplukt worden vanaf eind augustus tot eind september. De bewaarrassen kunnen afhankelijk van het ras geplukt worden vanaf begin september tot half oktober. Conference is het langst houdbaar en kan tot eind april bewaard worden.
Perenbomen groeien uitzonderlijk langzaam en worden vaak op onderstammen geënt.

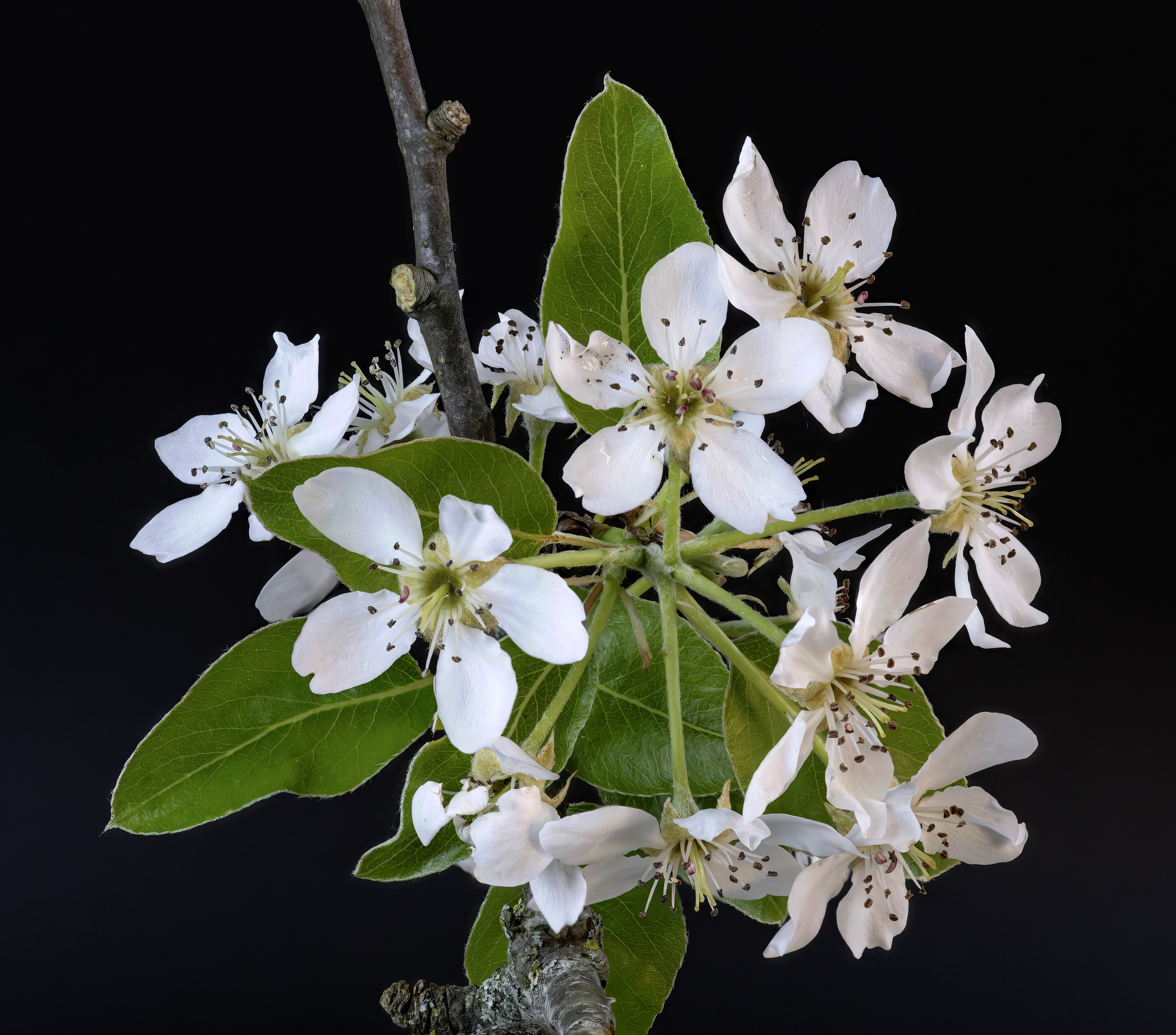
Niet bevroren bloesem
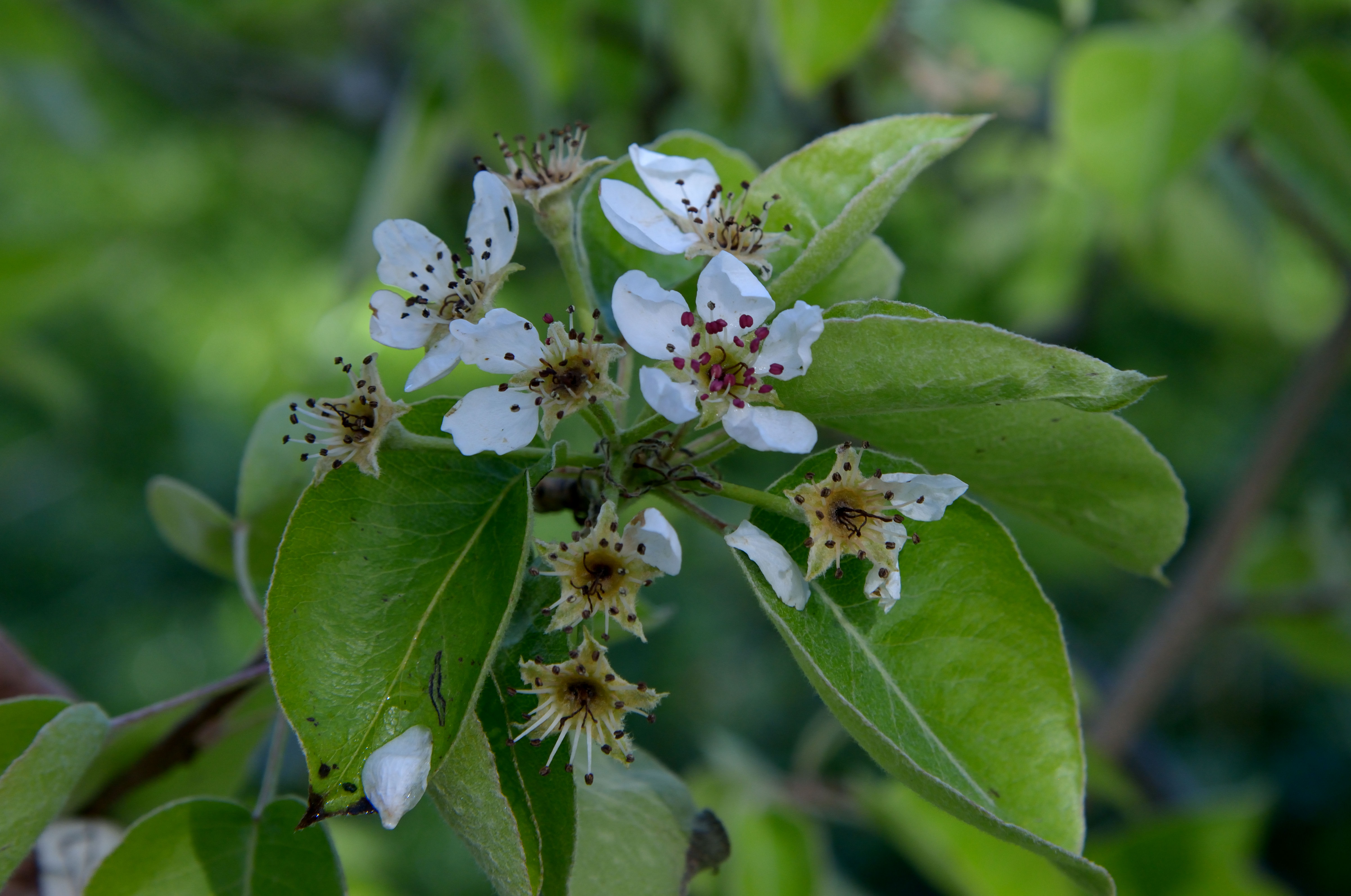
Bruinzwarte stijlen en stampers door nachtvorst
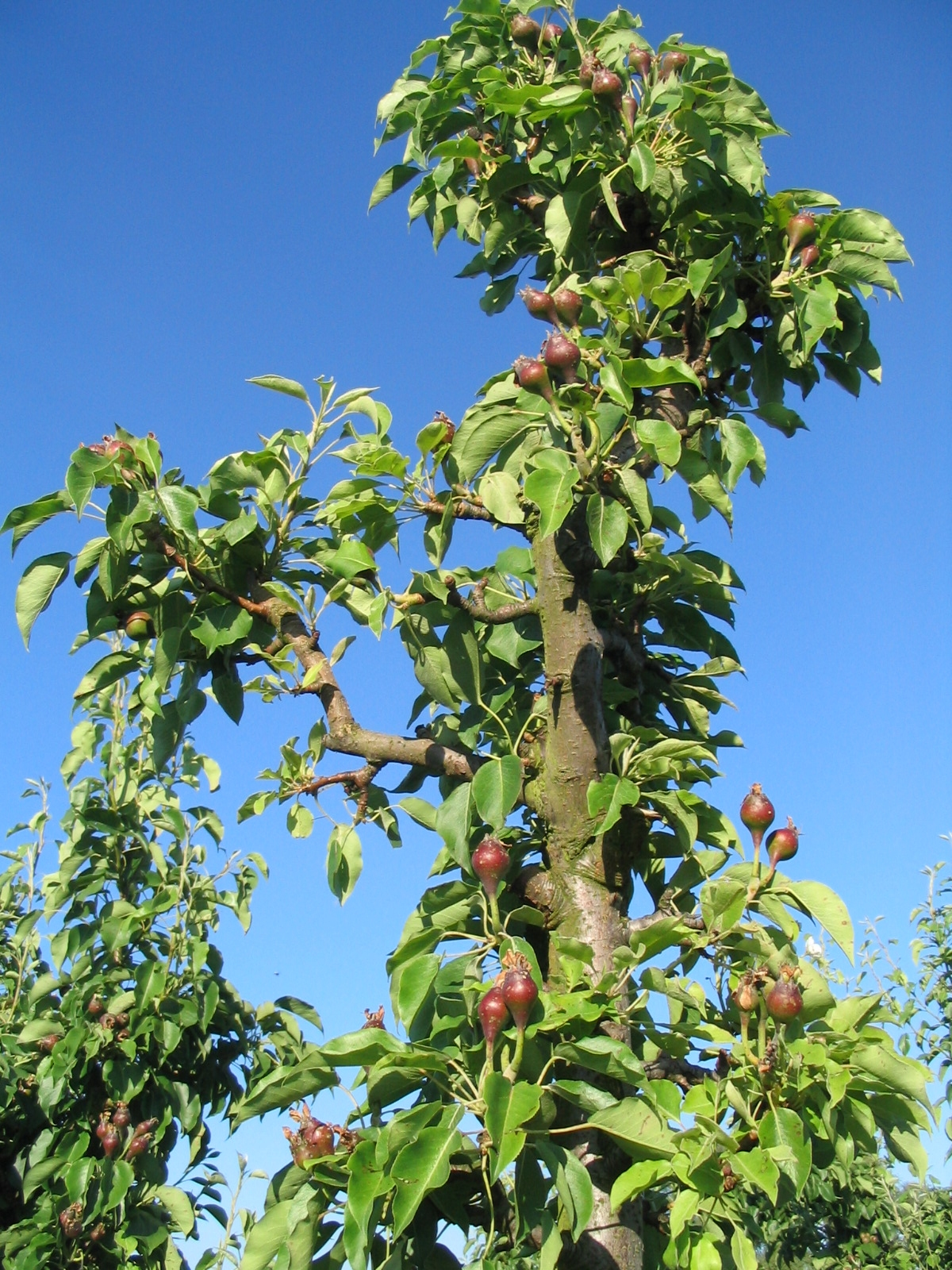
Vruchten staan eerst rechtop en gaan pas later hangen
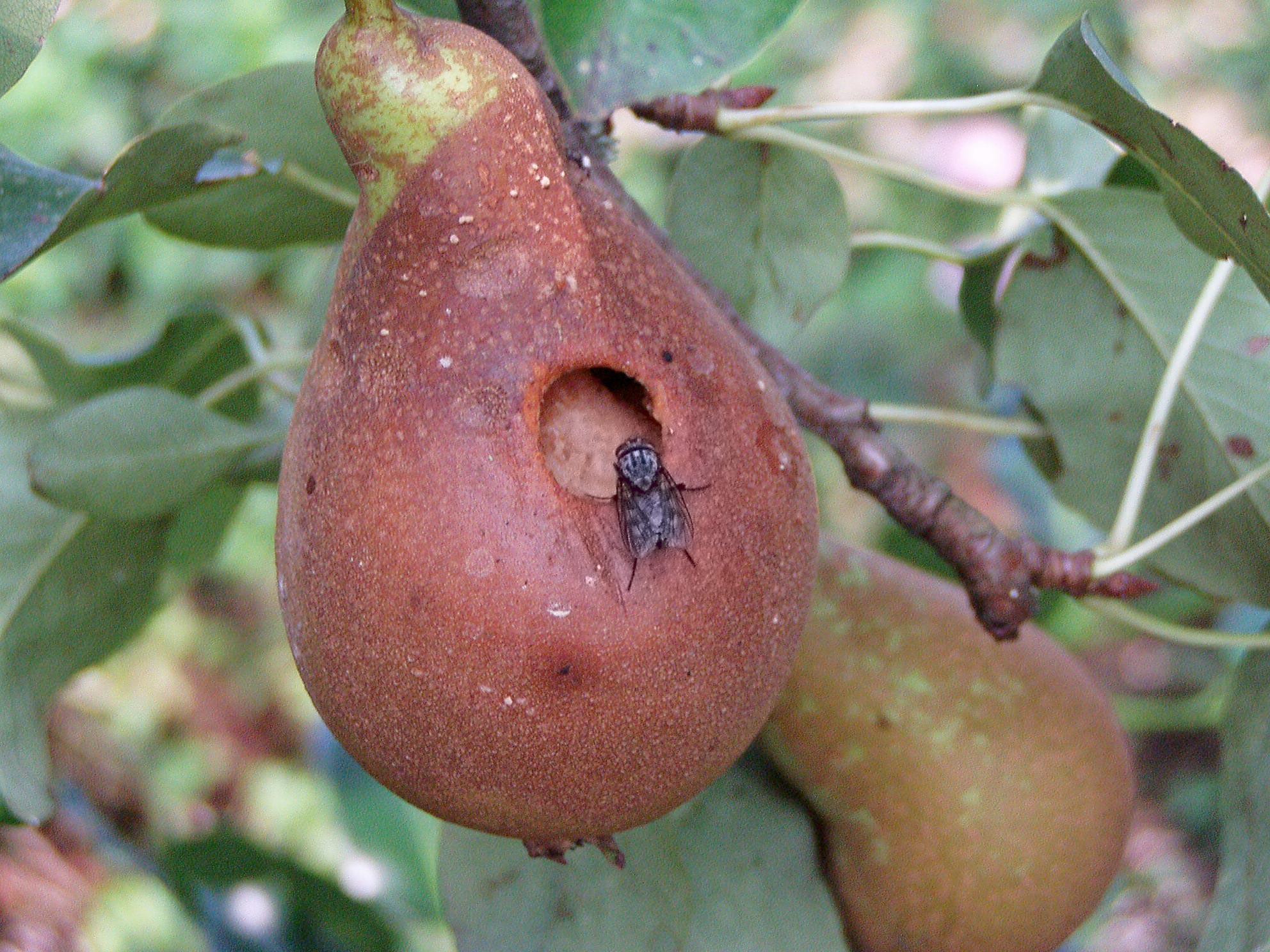
Rottende vrucht
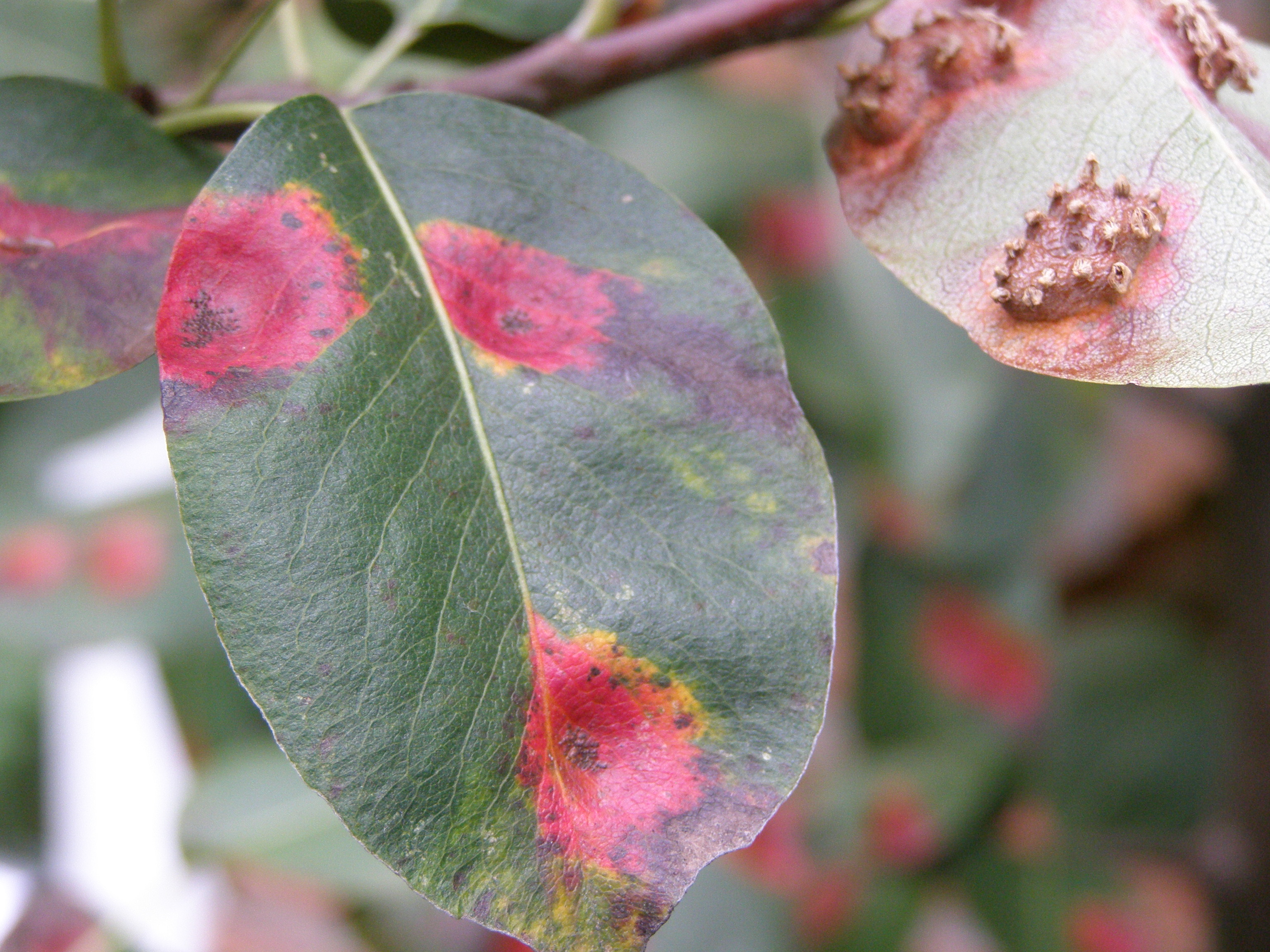
Perenroest (Gymnosporangium clavariiforme)
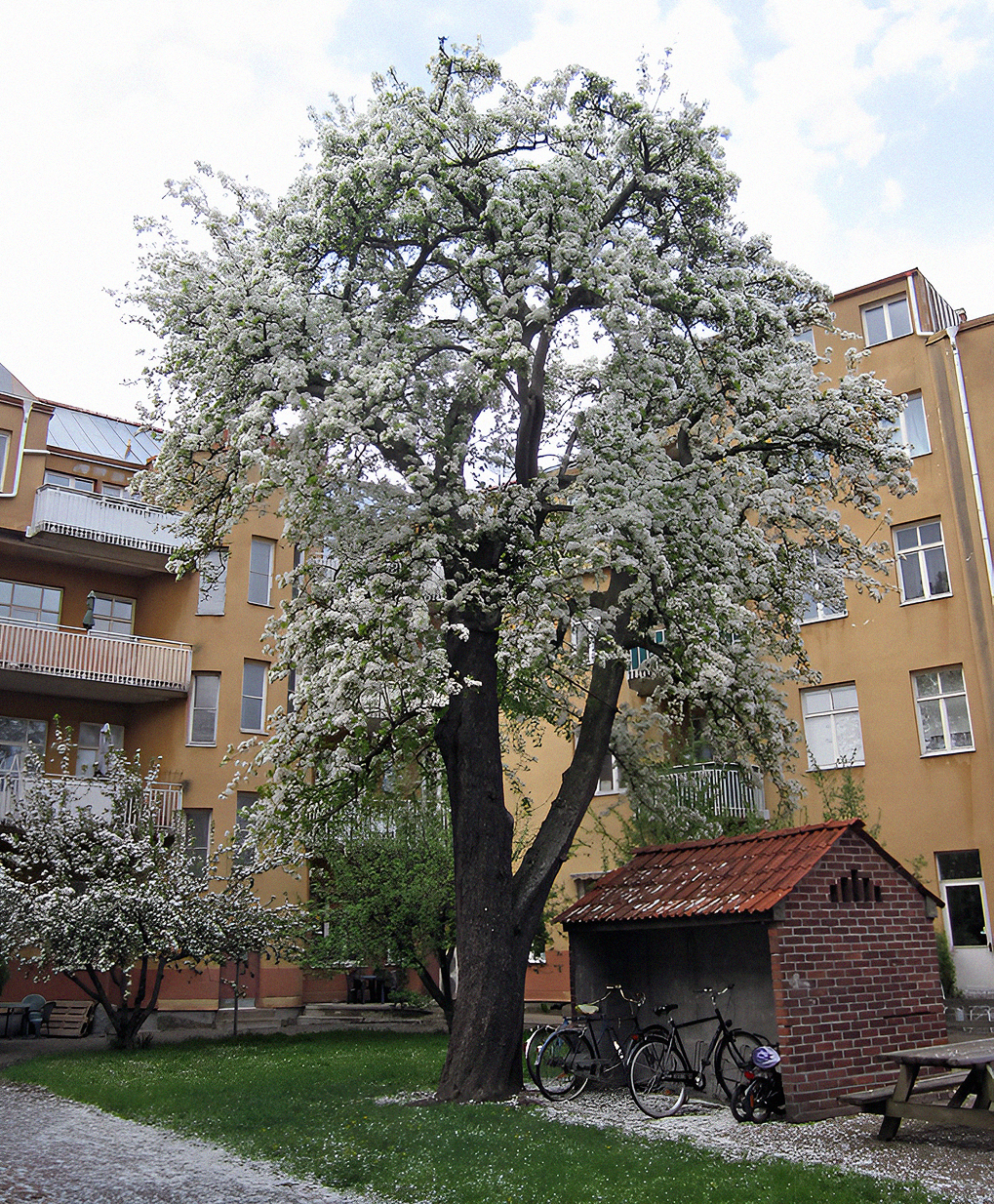
Honderd jaar oude perenboom in bloei (2013)
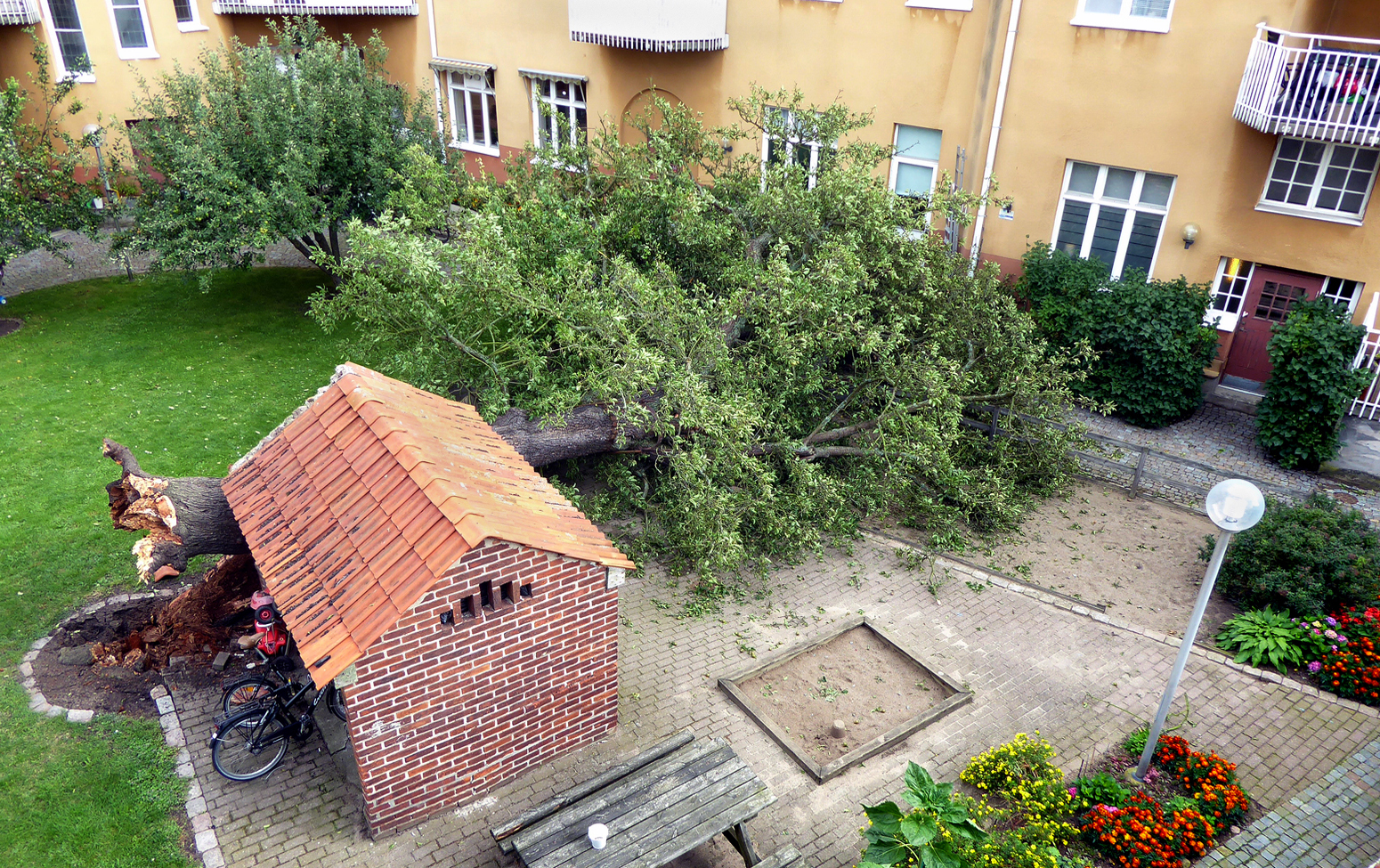
Dezelfde perenboom vier jaar later

### Rassen
Peren zijn grofweg te onderscheiden in handperen en stoofperen. De handpeer heeft over het algemeen een groene kleur met soms een rode blos aan de zonzijde, een zachte schil die eenvoudig te verwijderen is, en sappig en zacht vruchtvlees. De stoofpeer is ook groen maar is droog en hard met zogenaamde "steencellen", en wordt alleen na lang koken eetbaar, net als sommige appels en de kweepeer.
Het areaal handperen in Nederland bedroeg in 2006 6914 ha. De belangrijkste teeltgebieden zijn de Betuwe en de Zeeuwse eilanden. De in Nederland meest geteelde handpeer is de Conference (5073 ha), daarna de Doyenné du Comice (1030 ha). De meest geteelde stoofpeer is de Gieser Wildeman.
| De elf landen die de meeste peren produceren | De elf landen die de meeste peren produceren |
| Land                                         | Oogst (ton/jaar)                             |
| -------------------------------------------- | -------------------------------------------- |
| China                                        | 12.625.000                                   |
| Italië                                       | 840.516                                      |
| Verenigde Staten                             | 799.180                                      |
| Spanje                                       | 537.400                                      |
| Argentinië                                   | 520.000                                      |
| Zuid-Korea                                   | 425.000                                      |
| Turkije                                      | 349.420                                      |
| België                                       | 347.000                                      |
| Japan                                        | 325.000                                      |
| Zuid-Afrika                                  | 325.000                                      |
| Nederland                                    | 224.000                                      |
| Wereld                                       | 20.105.683                                   |

### Inhoudsstoffen
| kcal  | kilojoule | koolhydraten | eiwit | water | vet    | kalium | calcium | magnesium | ijzer   | vitamine C | caroteen | vitamine B1 | vitamine B2 |
| 52-55 | 219-233   | 12,8 g       | 0,47  | 83 g  | 0,29 g | 126 mg | 10 mg   | 8 mg      | 0,26 mg | 4,6 mg     | 0,032 mg | 0,033 mg    | 0,038 mg    |

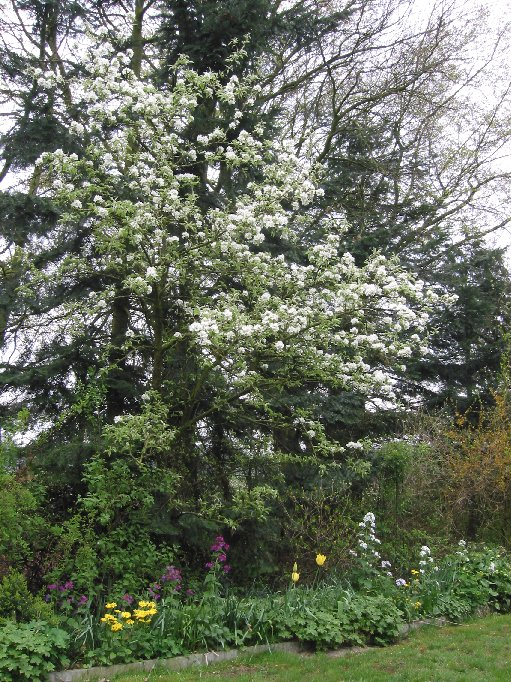
Bloeiende Gieser Wildeman
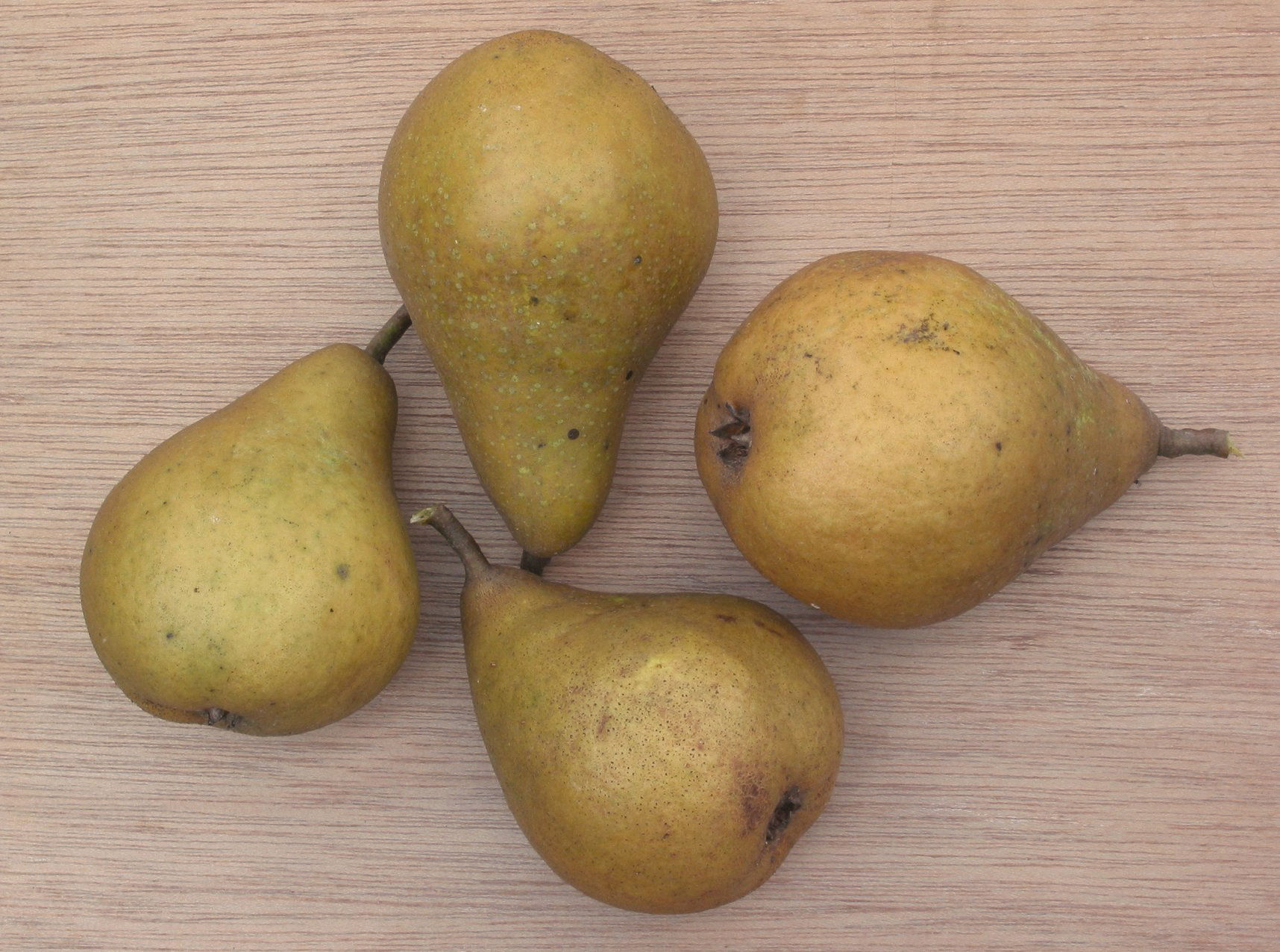
Gieser Wildeman
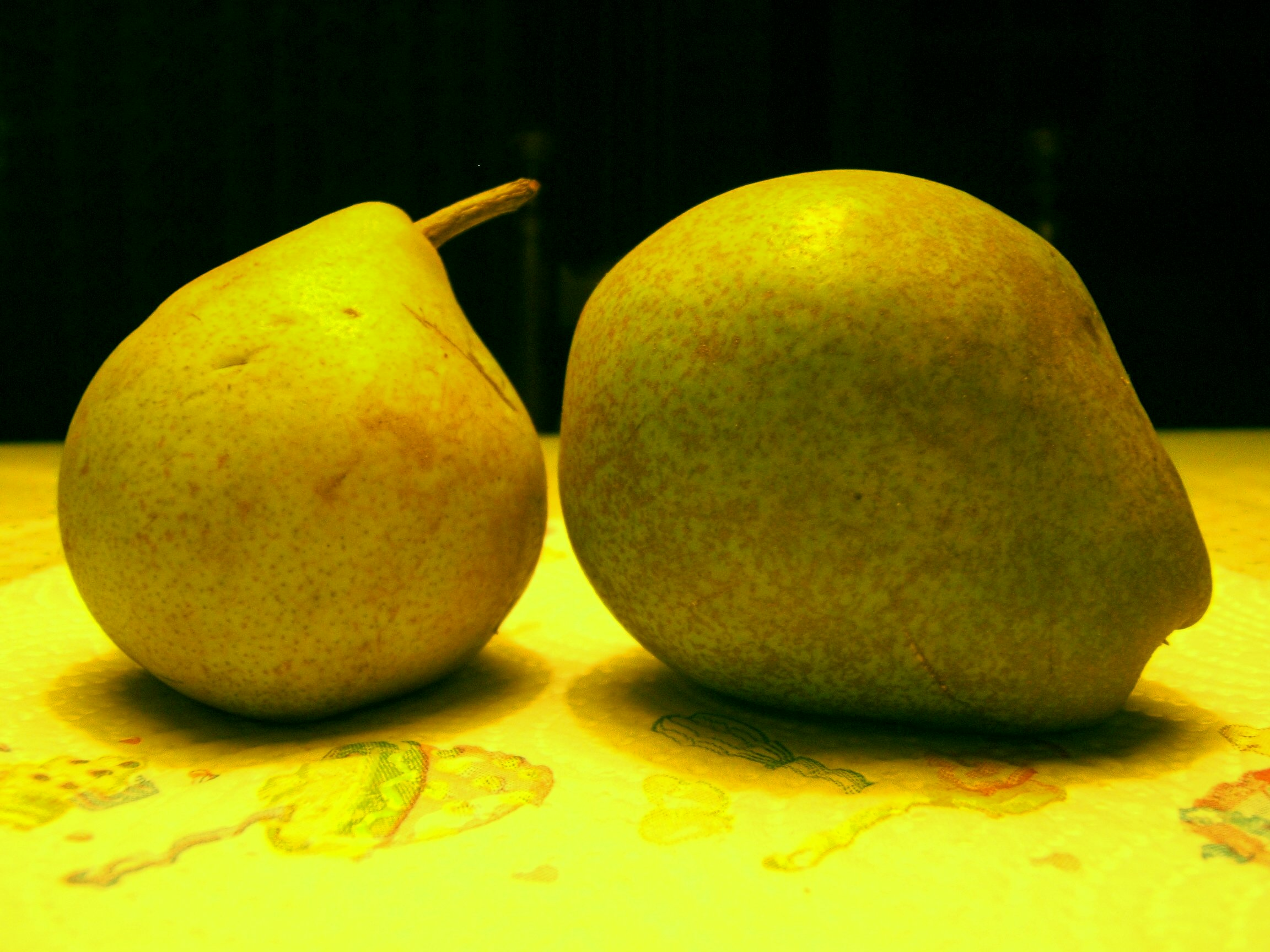
Doyenné du Comice
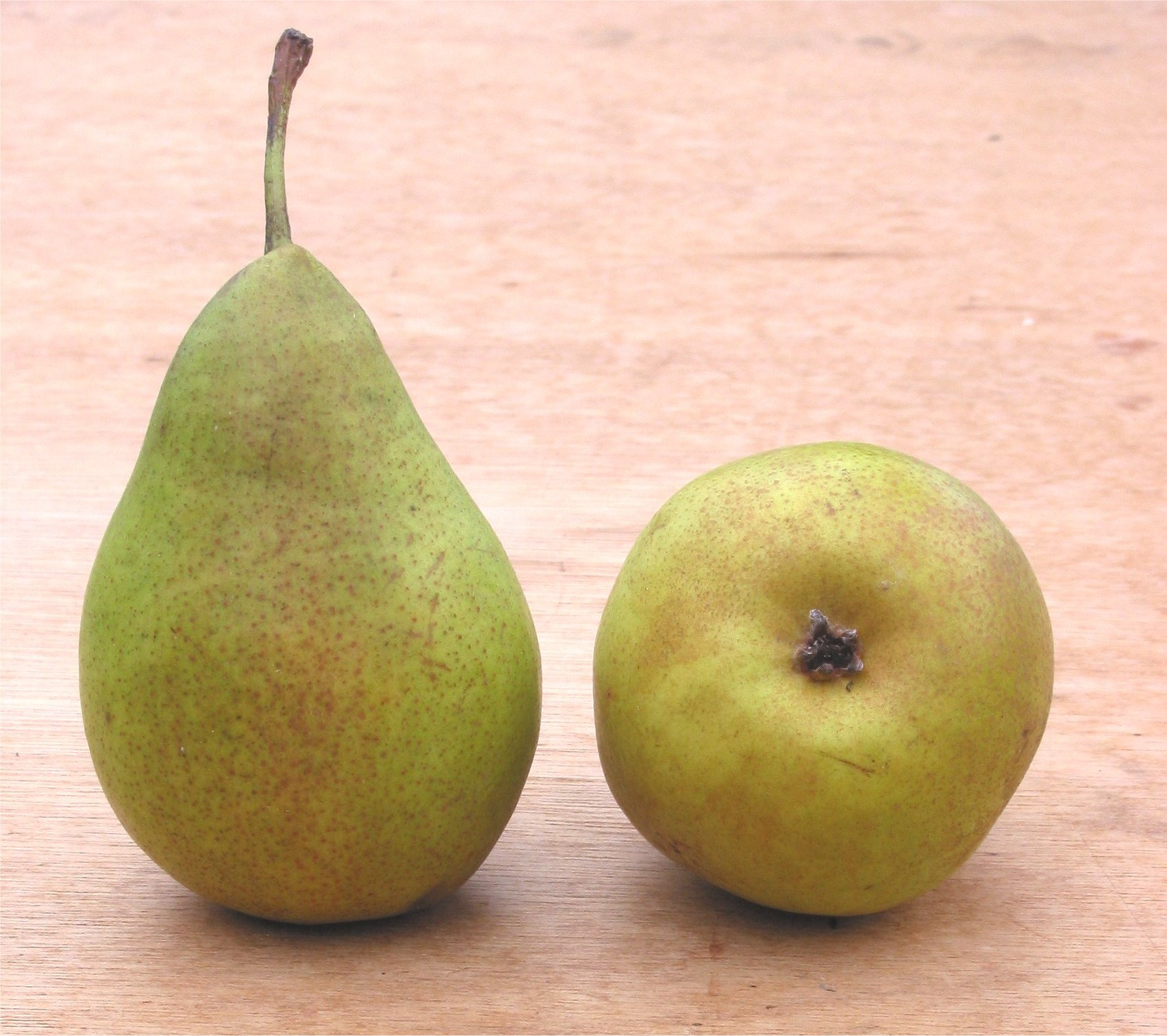
Bonne Louise d'Avranches
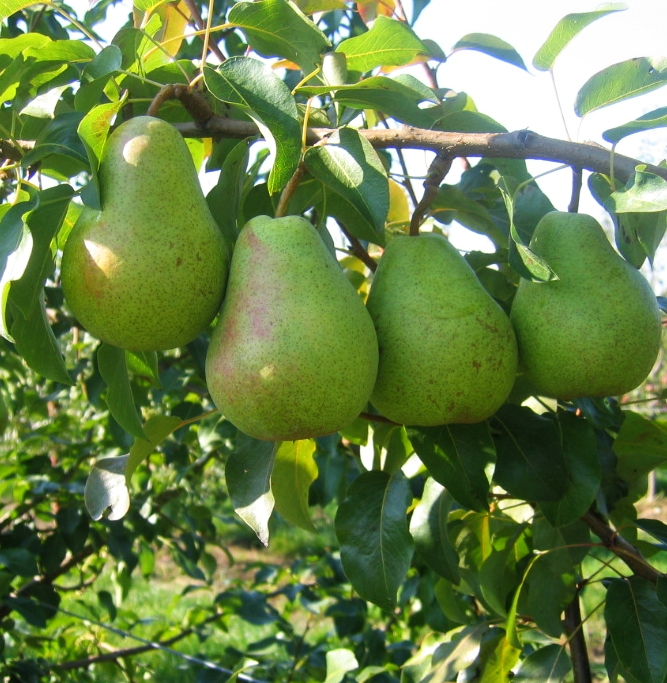
Beurré Alexander Lucas
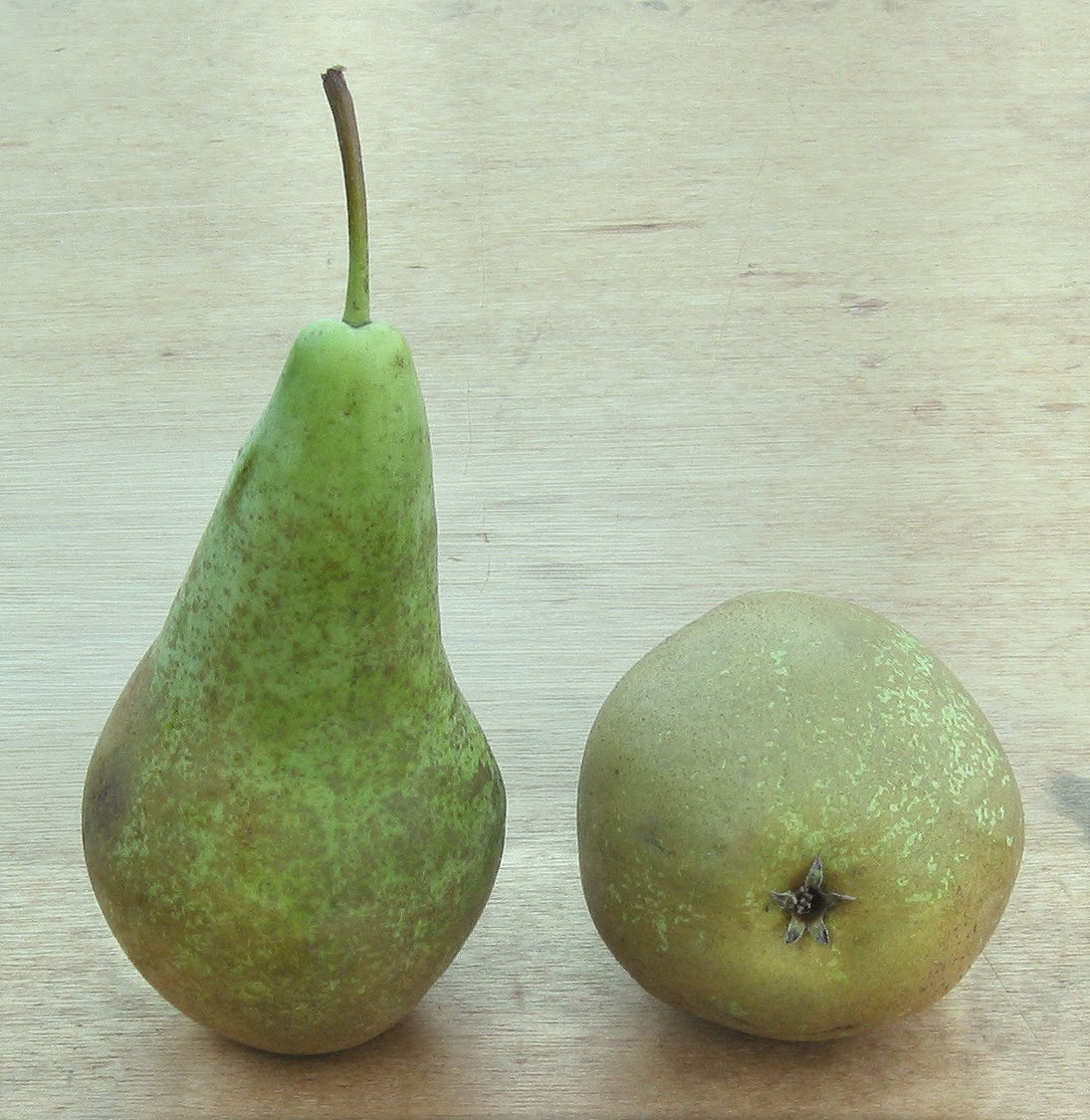
Conference
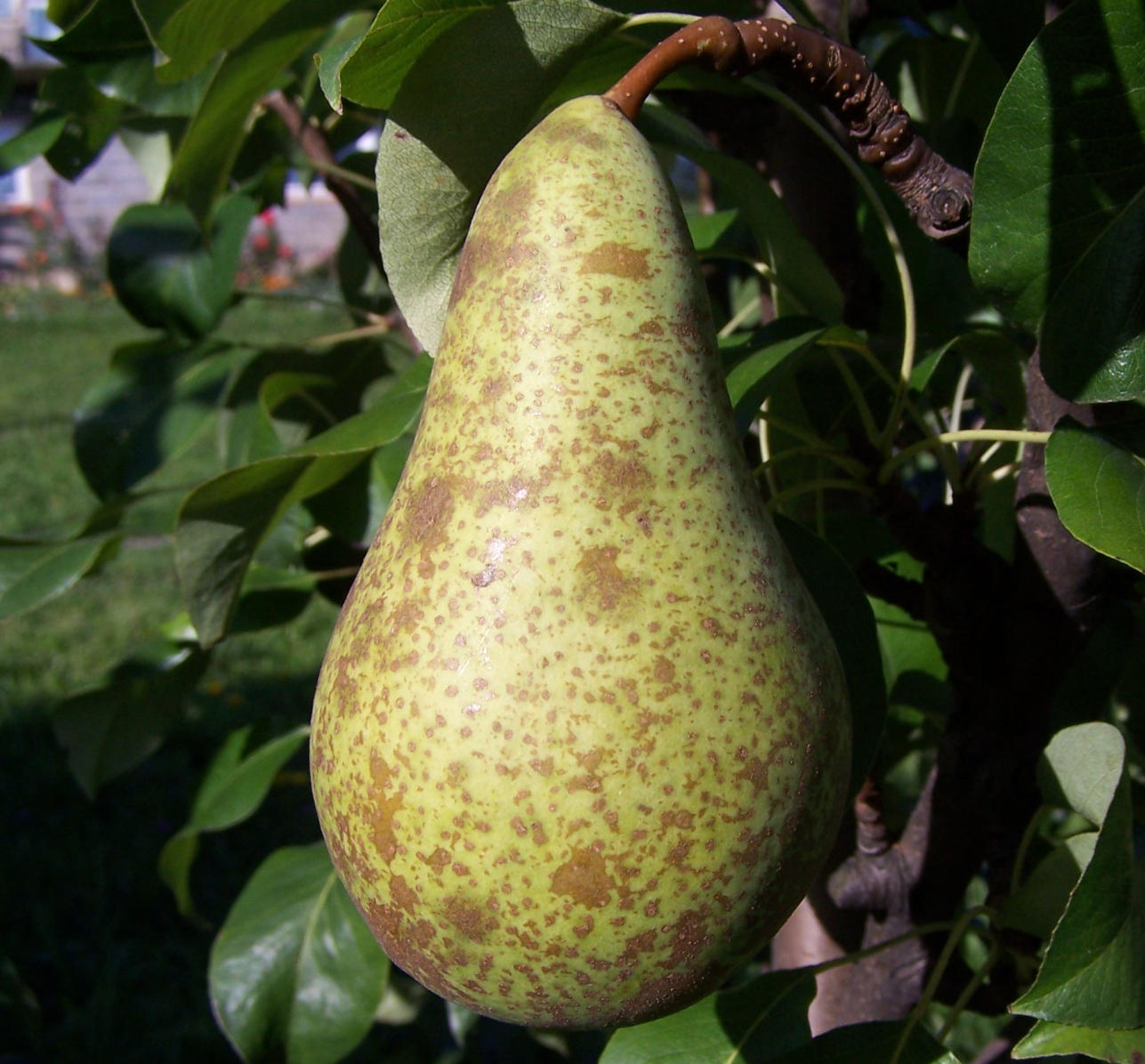
Bera

## Trivia
Het bekende gezegde "Met de gebakken peren (blijven) zitten" duidt op een situatie waarin men gebukt gaat onder de negatieve gevolgen van een eerdere gebeurtenis. Volgens Van Dale woordenboek uit 1999 voert deze zegswijze terug op de situatie dat er heerlijk is gekookt (gebakken peren waren in vroeger eeuwen een delicatesse), maar dat de gasten verstek laten gaan.

## Zie ook

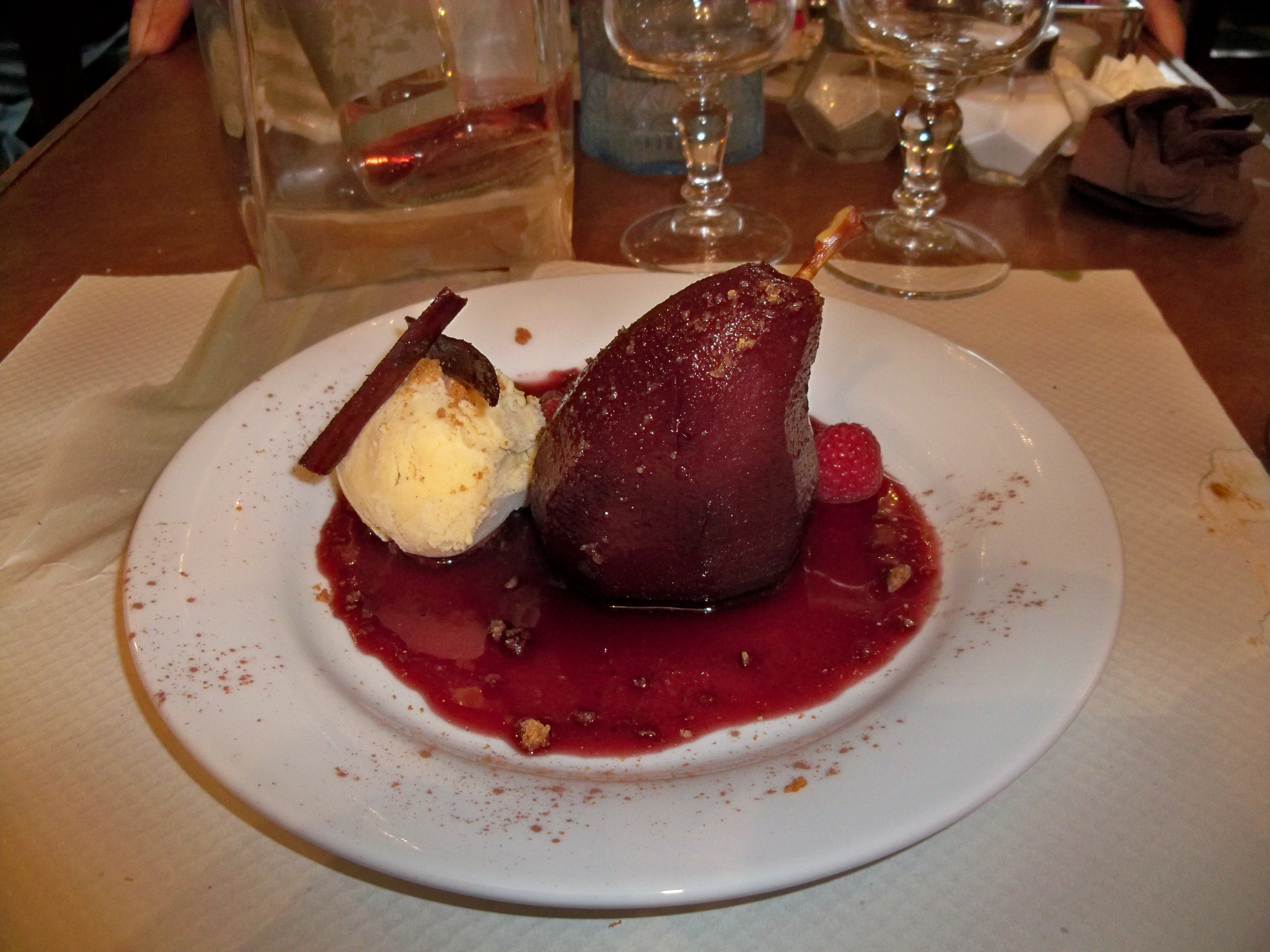
Een stoofpeer als dessert
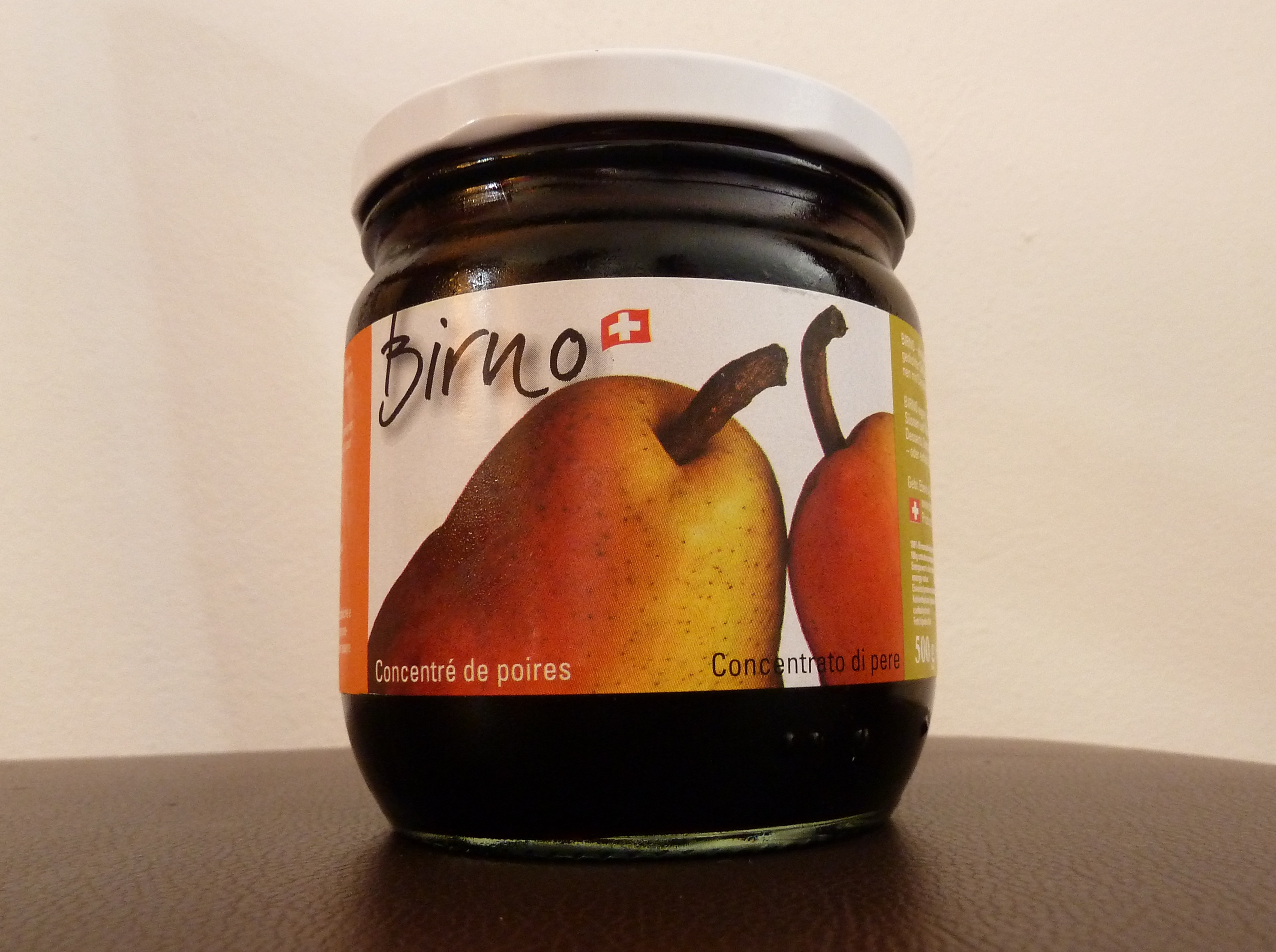
Birnenhonig
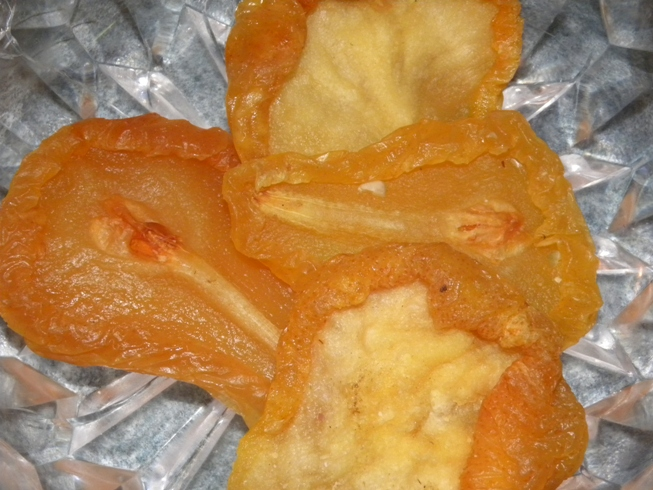
Gedroogde peren
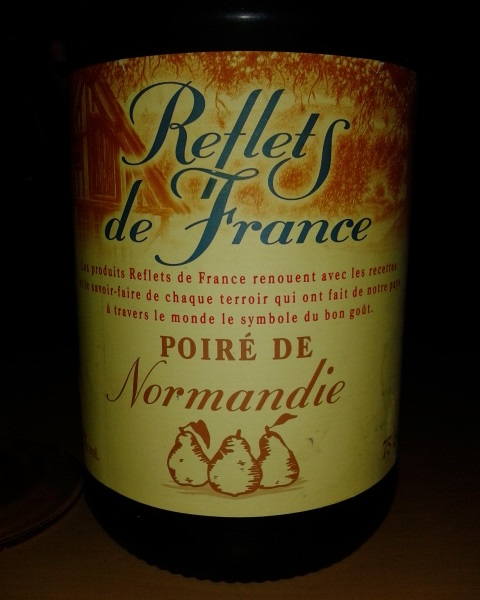
Perenwijn Poiré de Normandie